# Hydroisotoma schaefferi
Genre
Espèce
Synonymes
- Isotoma schaefferi Krausbauer, 1898

Hydroisotoma schaefferi, unique représentant du genre Hydroisotoma, est une espèce de collemboles de la famille des Isotomidae.

## Distribution
Cette espèce se rencontre en Europe et en Amérique du Nord.

## Publications originales
- Krausbauer, 1898 : Neue Collembola aus der Umgebung von Weilburg . Zoologischer Anzeiger, vol. 21, p. 495-504 (texte intégral).
- Stach, 1947 : The Apterygotan fauna of Poland in relation to the world-fauna of this group of insects. Family : Isotomidae Acta Monographica Musei Historiae Naturalis, Kraków, p. 1-488.